# CGAL
Computational Geometry Algorithms Library (CGAL) は計算幾何学分野におけるアルゴリズムに効果的で信頼性があり、かつ簡易なアクセスを提供することを目的としたソフトウェアである。
オリジナルはC++言語で書かれているが、Python言語のバインディングも利用可能である。
ライセンスは二重ライセンスとなっている。オープンソフトウエアで使用する場合はLGPLもしくはQPLで提供される。商用ライセンスも購入することが可能である。

## 歴史
CGALプロジェクトは1996年に始動した。ヨーロッパとイスラエルの8研究機関でコンソーシアムを作っている（
Utrecht University, ETH Zurich, Free University of Berlin, INRIA Sophia Antipolis, Martin-Luther-University Halle-Wittenberg, Max Planck Institute for Informatics Saarbrücken, Johannes Kepler University Linz, and Tel-Aviv University）。プロジェクトの当初の基金はEuropean UnionのESPRITプロジェクトから出資された。
現在のライセンススキームは2003年に導入され、12メンバーからなるエディトリアルボード、および32の開発者およびレビューアーにより管理されている。
1996年に始動したプロジェクトは、メンバーが作成していた以前からあったライブラリーを組織化することからスタートした。すなわちPlaGeo and SpaGeo from Utrecht University, LEDA of the Max-Planck-Institute for Informatics and C++GAL of INRIA Sophia-Antipolisである。LEDAライブラリーは広範な領域のアルゴリズムをカバーしている。2ライブラリーの比較検討はKettner and Näherらによってなされた。CGALユーザーワークショップは2002年, 2004年,2008年に開催され、CGAL関連の研究成果が報告された。
また多くの論文・学術会議・ワークショップ・ジャーナル等でCGALが利用されたことが報告されている。

## スコープ
ライブラリーは以下のトピックをカバーする。
- Geometry kernels - basic geometric operations on geometric primitives
- Arithmetic and algebra
- Convex hull algorithms
- 多角形 と 多面体
- Polygon and polyhedron operations
- Arrangements
- 三角分割
- ドロネー図
- ボロノイ図
- メッシュ生成
- Geometry processing
- Search structures
- Shape analysis, fitting, and distances
- 補間
- Kinetic data structures

## プラットフォーム
ライブラリーは以下のプラットフォーム上でサポートされている。
- Microsoft Windows (GNU g++, MS Visual C++, Intel C++)
- GNU g++ (Solaris, Linux, Mac OS)

CGALライブラリーはBoost libraryを必要とする。

## References
1. ↑  CGAL Python bindings, developed at INRIA by Naceur Meskini.
2. ↑  CGAL license
3. ↑  CGAL Project History.
4. ↑  CGAL Project Members
5. ↑  Kettner, L.; Näher, S. (2004). "Two computational geometry libraries: LEDA and CGAL". Handbook of Discrete and Computational Geometry. pp. 1435–1464.
6. ↑  CGAL User Workshop program 2nd CGAL User Workshop program and 3rd CGAL User Workshop program
7. ↑  2007年現在, Google scholar lists 89 papers with CGAL in their titles.